# Porpitidae
Die Porpitidae sind eine ausschließlich im Meer lebende Familie der Hydrozoen (Hydrozoa) aus dem Stamm der Nesseltiere (Cnidaria). Es handelt sich um eine sehr kleine Familie mit derzeit nur drei Arten in zwei Gattungen.

## Merkmale
Die Hydroidpolypen sind kolonial, aber stark differenziert. Im reifen Zustand sind sie mobil und treiben als Floß an der Wasseroberfläche. Der Weichkörper wird durch eine innere Chitinstruktur gestützt. Diese enthält Luftkammern, die das Schweben der Kolonie an der Wasseroberfläche ermöglichen. Die Hydranthen sind polymorph an der Unterseite des Floßes. Es handelt sich um einen großen, zentralen, tentakellosen Fresspolypen, der von Fress-/Geschlechtspolypen und Wehrpolypen umgeben ist. Die Tentakel sind capitat oder reduziert zu Nesselzellenflecken. 
Die Meduse besitzt einen gleichmäßig gerundeten Schirm und vier oder acht radiale Kanäle. Ein Ringkanal ist ebenfalls vorhanden. Auf der Exumbrella sitzen eine gerade Anzahl von Nesselzellenreihen (Stenotelen); diese fangen an den randlichen Knospen an. Das Manubrium ist kurz und konisch, der Mund rundlich. Die Gonaden sind perradial angeordnet oder unregelmäßig perradial und interradial. Zwei gegenständige dünne, randliche Tentakel enden in großen, runden Nesselzellenknöpfen. Zwei weitere adaxiale Tentakel können zusätzlich noch vorhanden sein. Die zwei oder sechs randlichen Knospen sind ohne Tentakel. Ocellen fehlen. Das Cnidom besteht aus rundlichen Stenotelen, makrobasischen Eurytelen und atrichen Haplonemen. Zooxanthellen sind vorhanden.

## Geographisches Vorkommen
Die drei Arten der Porpitidae sind weltweit vor allem in den wärmeren Meeren verbreitet. Die Segelqualle dringt auch bis in das westliche Mittelmeer vor.

## Systematik
Die Familie der Porpitidae umfasst nur drei Gattungen mit drei Arten:
- Familie Porpitidae Goldfuss, 1818
  - Gattung Porpema Haeckel, 1888
    - Porpema prunella (Haeckel, 1888)

  - Gattung Porpites Lamarck, 1801
    - Porpita porpita (Linnaeus, 1758) (syn. P. pacifica Lesson, 1826 und P. linneana Lesson, 1843)

  - Gattung Velella Lamarck, 1801
    - Segelqualle (Velella velella) (Linné, 1758)

### Online
- Hydrozoa Directory